# 지옥 인간
《지옥 인간》(From Beyond)은 미국에서 제작된 스튜어트 고든 감독의 1986년 공포, SF 영화이다. 제프리 콤스 등이 주연으로 출연하였고 브라이언 유즈나 등이 제작에 참여하였다.

## 출연

### 주연
- 제프리 콤스
- 바바라 크램톤

### 조연
- 켄 포리
- 테드 소렐
- 캐롤린 퍼디 고든
- 버니 서머즈
- 브루스 맥과이어
- 델 러셀
- 데일 와이어트
- 카렌 크리스튼펠드
- 앤디 밀러

## 기타
- 미술: 지오바니 나탈루치
- 의상: 앤지 벡켓
- 배역: 안소니 바나오